# San Luis Somos Todos
San Luis Somos Todos is een continentale wielerploeg die in 2012 werd opgericht. In 2012 was het de eerste Argentijnse wielerploeg ooit die een UCI-licentie verkreeg.

## Bekende (oud-)renners
- Jorge Giacinti (2011-heden)
- Andrej Sartasov (2012-heden)
- Enzo Moyano (2014-heden)
- Leandro Messineo (2012-heden)
- Alfredo Lucero (2013-heden)
- Daniel Díaz (2012-heden)

## Seizoen 2014

### Selectie
| Naam              | Geboortedatum     | Nationaliteit | Ploeg 2013             |
| ----------------- | ----------------- | ------------- | ---------------------- |
| Daniel Díaz       | 7 juli 1989       | Argentinië    |                        |
| Jorge Giacinti    | 21 juni 1974      | Argentinië    |                        |
| Emanuel Guevara   | 7 februari 1989   | Argentinië    |                        |
| Alfredo Lucero    | 8 februari 1979   | Argentinië    |                        |
| Juan Ariel Lucero | 16 december 1976  | Argentinië    |                        |
| Cristian Martínez | 26 september 1991 | Argentinië    |                        |
| Leandro Messineo  | 13 september 1979 | Argentinië    |                        |
| Enzo Moyano       | 15 februari 1989  | Argentinië    | Caja Rural-Seguros RGA |
| Fernando Murgo    | 17 februari 1987  | Argentinië    |                        |
| Mauricio Quiroga  | 13 maart 1992     | Argentinië    |                        |
| Andrej Sartasov   | 10 november 1975  | Rusland       |                        |
| Leonardo Sosa     | 29 mei 1992       | Argentinië    |                        |
| Fabian Velázquez  | 21 mei 1990       | Argentinië    |                        |

### Overwinningen
| Wedstrijd                | Datum      | Categorie | Winnaar     |
| ------------------------ | ---------- | --------- | ----------- |
| Argentijns kampioenschap | 4 mei 2014 | NK        | Daniel Díaz |

2012 · 2013 · 2014